# Elektrownia jądrowa Galena
Elektrownia jądrowa w Galenie – projektowana elektrownia jądrowa małej mocy nad rzeką Jukon w wiosce Galena w stanie Alaska USA, mająca służyć celom bytowym lokalnej ludności.
Galena jest miejscowością położoną poza siecią dróg dla pojazdów kołowych. Potrzeby energetyczne są zaspokajane dzięki dostawom, drogą wodną i powietrzną, oleju napędowego, benzyny i propanu. W wiosce unika się używania energii elektrycznej i stanowi ona zaledwie około 4% całego zużycia energii. Powierzchnie mieszkalne ogrzewane są z użyciem nafty i drewna. Galena jest zlokalizowana w strefie klimatycznej, gdzie rzeka Jukon jest zamarznięta przez 8–9 miesięcy w roku, uniemożliwiając dostawy drogą wodną. Alternatywą są dostawy drogą powietrzną z wykorzystaniem samolotów transportowych. Taka trudność w dostępie do paliwa powoduje, że energia jest bardzo droga. W 2005 całkowity koszt uzyskania 1 kWh (zakup, transport, magazynowanie) szacowany był na ok. 30 centów, przy średniej cenie w USA na poziomie 8 centów.
W grudniu 2004 rada gminy Galena zaakceptowała propozycję Toshiby przetestowania nowego reaktora 4S (Super Safe, Small and Simple), tzw. "baterii jądrowej", która powinna zapewnić co najmniej 10 MW mocy elektrycznej. Oczekiwano, że koszt energii elektrycznej wyniesie 5–13 centów/kWh, która to cena jest kosztem operacyjnym.
Reaktor typu LMFR ogrzewa parę do temperatury 500 °C i jest umieszczony w szczelnym betonowym cylindrze 30 metrów pod ziemią. Wymaga jedynie minimalnego zaangażowania obsługi ludzkiej i powinien pracować bez ponownego doładowania paliwem jądrowym przez 30 lat. Urządzenia na powierzchni (instalacja turbiny parowej) zajmują wymiary 22 × 16 × 11 m. 
Toshiba nie rozpoczęła starań o licencję, a projekt został zawieszony.